# Mitchell Hurwitz
Mitchell D. „Mitch“ Hurwitz (geboren am 29. Mai 1963) ist ein US-amerikanischer Drehbuchautor, Fernsehproduzent und Schauspieler. Erste Bekanntheit erlangte er in den 1990ern als Autor und Produzent für die Golden Girls. Der internationale Durchbruch gelang ihm als Entwickler und Produzent der Sitcom Arrested Development, für die er mit drei Emmys ausgezeichnet wurde.

## Leben und Karriere
Hurwitz wurde 1963 als Sohn einer jüdischen Familie in Anaheim, Kalifornien, geboren. Nach der Highschool studierte er Englisch und Theologie an der Georgetown University in Washington, D.C.
Direkt nach dem Studium arbeitete er zunächst als Set-Runner für eine Filmproduktionsfirma. Anfang der 1990er wurde er als Drehbuchautor und Produzent für mehrere Sitcoms tätig, darunter Golden Girls (1990–1992), Hallo Schwester! (1991–1992) und Nachtschicht mit John (1993–1996). 1999 entwickelte er die kurzlebige Serie Everything’s Relative, für die er erstmals mit Jeffrey Tambor zusammenarbeitete. Im selben Jahr heiratete er die Schauspielerin Mary Jo Keenen, mit der er zwei Töchter hat (geboren 2000 und 2002).
2002 wurde Hurwitz von Ron Howard ausgewählt, eine Comedy-Serie über eine dysfunktionale Familie zu entwickeln, aus der schließlich Arrested Development hervorging. Hurwitz ist als Autor und ausführender Produzent der Serie tätig. Die ersten drei Staffeln wurden von 2003 bis 2006 von 20th Century Fox Television ausgestrahlt. Trotz niedriger Einschaltquoten wurde die Serie von Kritikern besonders für ihre Drehbücher gelobt und mit insgesamt 6 Emmys ausgezeichnet. Nach der Absetzung wurde 2013 eine vierte Staffel auf Netflix veröffentlicht. Eine fünfte Staffel war für 2017 angekündigt, wurde aber im Mai 2018 auf dem Streamingdienst verfügbar gemacht.
2014 unterzeichnete Hurwitz einen Produktionsvertrag mit Netflix und produziert seitdem die 2016 erschienenen Serien Flaked mit Will Arnett und Lady Dynamite mit Maria Bamford für den Streaming-Anbieter.
Neben seiner Tätigkeit als Produzent und Drehbuchautor tritt Hurwitz gelegentlich als Schauspieler in Gastrollen für Comedy-Serien auf.

## Filmografie (Auswahl)
- 1990–1992: Golden Girls (Drehbuch, Produzent)
- 1991–1992: Hallo Schwester! (Nurses, Drehbuch, Produzent)
- 1992–1993: Golden Palace (The Golden Palace, Drehbuch, Produzent)
- 1993–1996: Nachtschicht mit John (The John Larroquette Show, Drehbuch, Produzent)
- 1999: Everything’s Relative (Schöpfer, Drehbuch, Produzent)
- 2001–2002: The Ellen Show (Schöpfer, Drehbuch, Produzent)
- 2002–2003: Office Girl (Produzent)
- 2003–2019: Arrested Development (Schöpfer, Drehbuch, Produzent)
- 2010–2011: Running Wilde (Schöpfer, Drehbuch)
- 2016: Flaked (Produzent)
- 2016–2017: Lady Dynamite (Schöpfer, Drehbuch, Produzent)